# Saint Kitts és Nevis a 2012. évi nyári olimpiai játékokon
Saint Kitts és Nevis a nagy-britanniai Londonban megrendezett 2012. évi nyári olimpiai játékok egyik részt vevő nemzete volt. Az országot az olimpián 1 sportágban 7 sportoló képviselte, akik érmet nem szereztek.

## Atlétika
Férfi
| Versenyző                                                  | Versenyszám     | Selejtező | Selejtező | Selejtező | Előfutam   | Előfutam   | Előfutam   | Elődöntő | Elődöntő | Elődöntő | Döntő   | Döntő    |
| Versenyző                                                  | Versenyszám     | Idő       | Hely.     | Össz.     | Idő        | Hely.      | Össz.      | Idő      | Hely.    | Össz.    | Idő     | Helyezés |
| ---------------------------------------------------------- | --------------- | --------- | --------- | --------- | ---------- | ---------- | ---------- | -------- | -------- | -------- | ------- | -------- |
| Jason Rogers                                               | 100 m           | kiemelt   | kiemelt   | kiemelt   | 10,30      | 5.         | 32.*       | kiesett  | kiesett  | kiesett  | kiesett | kiesett  |
| Kim Collins                                                | 100 m           | kiemelt   | kiemelt   | kiemelt   | nem indult | nem indult | nem indult | kiesett  | kiesett  | kiesett  | kiesett | kiesett  |
| Antoine Adams                                              | 100 m           | kiemelt   | kiemelt   | kiemelt   | 10,22      | 4.         | 22.***     | 10,27    | 7.       | 21.      | kiesett | kiesett  |
| Antoine Adams                                              | 200 m           |           |           |           | 20,59      | 2.         | 18.*       | kizárták | kizárták | kizárták | kiesett | kiesett  |
| Lestrod Roland Jason Rogers Antoine Adams Brijesh Lawrence | 4 × 100 m váltó |           |           |           | 38,41      | 6.         | 13.        |          |          |          | kiesett | kiesett  |

* - egy másik versenyzővel azonos eredményt ért el

*** - három másik versenyzővel azonos eredményt ért el
Nem indult
- Delwayne Delaney (a váltó tartaléktagja volt)
- Tameka Williams a női 100 méteres és 200 méteres síkfutás versenyszámokban volt nevezve, azonban bevallotta, hogy tiltott szert szedett, ezért hazaküldték.[3]